# Liste des membres de l'Assemblée constituante (Chili)
Cet article donne la liste par district (circonscriptions) des 155 membres de l'Assemblée constituante au Chili, proclamés élus lors des élections constituantes du 15 et 16 mai 2021. Cette assemblée est ouverte depuis le 4 juillet 2021.

## Sièges réservés aux peuples autochtones
| Nom | Nom                         |  | Groupe              | Liste d'élection   | Parti        |
| --- | --------------------------- |  | ------------------- | ------------------ | ------------ |
|     | Elisa Loncón                |  | Peuples autochtones | Liste indépendante | Indépendante |
|     | Francisca Linconao          |  | Peuples autochtones | Liste indépendante | Indépendante |
|     | Natividad Llanquileo        |  | Peuples autochtones | Liste indépendante | Indépendante |
|     | Adolfo Millabur (es)        |  | Peuples autochtones | Liste indépendante | Indépendant  |
|     | Rosa Catrileo (es)          |  | Peuples autochtones | Liste indépendante | Indépendante |
|     | Victorino Antilef (es)      |  | Peuples autochtones | Liste indépendante | Indépendant  |
|     | Alexis Caiguan (es)         |  | Peuples autochtones | Liste indépendante | Indépendant  |
|     | Isabella Mamani (es)        |  | Peuples autochtones | Liste indépendante | Indépendante |
|     | Luis Jiménez                |  | Peuples autochtones | Liste indépendante | Indépendant  |
|     | Félix Galleguillos (en)     |  | Peuples autochtones | Liste indépendante | Indépendant  |
|     | Fernando Tirado             |  | Peuples autochtones | Liste indépendante | Indépendant  |
|     | Isabel Godoy (es)           |  | Peuples autochtones | Liste indépendante | Indépendante |
|     | Eric Chinga (en)            |  | Peuples autochtones | Liste indépendante | Indépendant  |
|     | Margarita Vargas López (es) |  | Peuples autochtones | Liste indépendante | Indépendante |
|     | Wilfredo Bacian (es)        |  | Peuples autochtones | Liste indépendante | Indépendant  |
|     | Tiare Aguilera (es)         |  | Peuples autochtones | Liste indépendante | Indépendante |
|     | Lidia González              |  | Peuples autochtones | Liste indépendante | Indépendante |

## District 1
| Nom | Nom                       |  | Groupe                                      | Liste d'élection       | Parti                        |
| --- | ------------------------- |  | ------------------------------------------- | ---------------------- | ---------------------------- |
|     | Carolina Videla (en)      |  | Chile Digno (es)                            | Approbation dignité    | Parti communiste du Chili    |
|     | Pollyana Rivera (es)      |  | Unis pour le Chili                          | En avant pour le Chili | Union démocrate indépendante |
|     | Jorge Abarca Riveros (en) |  | Indépendants pour une nouvelle Constitution | Liste d'approbation    | Parti libéral                |

## District 2
| Nom | Nom                          |  | Groupe                          | Liste d'élection       | Parti                     |
| --- | ---------------------------- |  | ------------------------------- | ---------------------- | ------------------------- |
|     | Hugo Gutiérrez (es)          |  | Chile Digno (es)                | Approbation dignité    | Parti communiste du Chili |
|     | Álvaro Jofré (en)            |  | Indépendants - RN - Evópoli     | En avant pour le Chili | Rénovation nationale      |
|     | Alejandra Flores Carlos (en) |  | Mouvements Sociaux Constituants | Liste indépendante     | Indépendante              |

## District 3
| Nom | Nom                   |  | Groupe                          | Liste d'élection         | Parti                                 |
| --- | --------------------- |  | ------------------------------- | ------------------------ | ------------------------------------- |
|     | Cristina Dorador      |  | Mouvements sociaux constituants | Indépendants non-neutres | Indépendante                          |
|     | Dayana González (en)  |  | Peuple constituant              | La liste du peuple       | Indépendante                          |
|     | Pablo Toloza (es)     |  | Chili uni                       | En avant pour le Chili   | Union démocrate indépendante          |
|     | Hernán Velásquez (en) |  | Chili digne (es)                | Approbation dignité      | Fédération régionaliste verte sociale |

## District 4
| Nom | Nom                       |  | Groupe                                      | Liste d'élection         | Parti                     |
| --- | ------------------------- |  | ------------------------------------------- | ------------------------ | ------------------------- |
|     | Ericka Portilla (en)      |  | Chile Digno (es)                            | Approbation dignité      | Parti communiste du Chili |
|     | Constanza San Juan        |  | Mouvements Sociaux Constituants             | Liste Indépendante       | Indépendante              |
|     | Guillermo Namor Kong (en) |  | Indépendants pour une nouvelle Constitution | Indépendants non-neutres | Indépendant               |
|     | Maximiliano Hurtado (en)  |  | Collectif socialiste                        | Liste d'approbation      | Parti socialiste du Chili |

## District 5
| Nom | Nom                          |  | Groupe                      | Liste d'élection       | Parti                                                  |
| --- | ---------------------------- |  | --------------------------- | ---------------------- | ------------------------------------------------------ |
|     | Ivanna Olivares (en)         |  | Peuple Constiuant           | La liste du peuple     | Indépendante                                           |
|     | Jeniffer Mella (es)          |  | Front large et indépendants | Approbation dignité    | Indépendante (soutenue par Convergence sociale)        |
|     | Carlos Calvo Muñoz (en)      |  | Collectif socialiste        | Liste d'approbation    | Indépendant (soutenu par le Parti socialiste du Chili) |
|     | Daniel Bravo Silva (en)      |  | Peuple Constituant          | La liste du peuple     | Indépendant                                            |
|     | Roberto Vega Campusano (en)  |  | Indépendants - RN - Evópoli | En avant pour le Chili | Rénovation nationale                                   |
|     | María Trinidad Castillo (en) |  | Collectif socialiste        | Liste indépendante     | Indépendante                                           |

## District 6
| Nom | Nom                     |  | Groupe                          | Liste d'élection         | Parti                                                  |
| --- | ----------------------- |  | ------------------------------- | ------------------------ | ------------------------------------------------------ |
|     | Carolina Vilches        |  | Mouvements Sociaux Constituants | Approbation dignité      | Indépendante (soutenue par Communes)                   |
|     | Mariela Serey (en)      |  | Front large et indépendants     | Approbation dignité      | Indépendante (soutenue par Convergence sociale)        |
|     | Lisette Vergara (es)    |  | Indépendants                    | La liste du peuple       | Indépendante                                           |
|     | Ruggero Cozzi (en)      |  | Indépendants - RN - Evópoli     | En avant pour le Chili   | Rénovation nationale                                   |
|     | Janis Meneses (en)      |  | Mouvements Sociaux Constituants | Liste indépendante       | Indépendante                                           |
|     | Claudio Gómez (en)      |  | Collectif socialiste            | Liste d'approbation      | Indépendant (soutenu par le Parti socialiste du Chili) |
|     | Cristóbal Andrade (en)  |  | La liste du peuple              | La liste du peuple       | Indépendant                                            |
|     | Miguel Ángel Botto (en) |  | Collectif de l'Approbation      | Indépendants non-neutres | Indépendant                                            |

## District 7
| Nom | Nom                       |  | Groupe                      | Liste d'élection       | Parti                                                    |
| --- | ------------------------- |  | --------------------------- | ---------------------- | -------------------------------------------------------- |
|     | Jaime Bassa               |  | Front large et indépendants | Approbation dignité    | Indépendant (soutenu par Convergence sociale)            |
|     | Jorge Arancibia (es)      |  | Unis pour le Chili          | En avant pour le Chili | Indépendant (soutenu par l'Union démocrate indépendante) |
|     | Camila Zárate Zárate (es) |  | Peuple Constituant          | La liste du peuple     | Indépendant                                              |
|     | Agustín Squella (es)      |  | Collectif de l'Approbation  | Liste d'approbation    | Indépendant (soutenu par le Parti libéral)               |
|     | Tania Madriaga (es)       |  | Indépendants                | La liste du peuple     | Indépendante                                             |
|     | Raúl Celis Montt (es)     |  | Indépendants - RN - Evópoli | En avant pour le Chili | Rénovation nationale                                     |
|     | María José Oyarzún (en)   |  | Front large et indépendants | Approbation dignité    | Révolution démocratique                                  |

## District 8
| Nom | Nom                      |  | Groupe                      | Liste d'élection       | Parti                                             |
| --- | ------------------------ |  | --------------------------- | ---------------------- | ------------------------------------------------- |
|     | Daniel Stingo (es)       |  | Front large et indépendants | Approbation dignité    | Indépendant (soutenu par Révolution démocratique) |
|     | Bernardo de la Maza (es) |  | Indépendants - RN - Evópoli | En avant pour le Chili | Indépendant (soutenu par Evópoli)                 |
|     | Marco Arellano (en)      |  | Indépendants                | La liste du peuple     | Indépendant                                       |
|     | María Rivera (es)        |  | Peuple Constituant          | La liste du peuple     | Indépendant                                       |
|     | Valentina Miranda (es)   |  | Chile Digno (es)            | Approbation dignité    | Parti communiste du Chili                         |
|     | Tatiana Urrutia (es)     |  | Front large et indépendants | Approbation dignité    | Révolution démocratique                           |
|     | Bessy Gallardo (es)      |  | Chile Digno (es)            | Liste d'approbation    | Indépendante (soutenue par le Parti progressiste) |

## District 9
| Nom | Nom                          |  | Groupe                     | Liste d'élection       | Parti                        |
| --- | ---------------------------- |  | -------------------------- | ---------------------- | ---------------------------- |
|     | Rodrigo Logan (en)           |  | Collectif de l'Approbation | Liste indépendante     | Indépendant                  |
|     | Bárbara Sepúlveda Hales (es) |  | Chile Digno (es)           | Approbation dignité    | Parti communiste du Chili    |
|     | Natalia Henríquez (en)       |  | Peuple Constituant         | La liste du peuple     | Indépendante                 |
|     | Alejandra Pérez Espina (en)  |  | Indépendants               | La liste du peuple     | Indépendant                  |
|     | Arturo Zúñiga (es)           |  | Chili Uni                  | En avant pour le Chili | Union démocrate indépendante |
|     | César Valenzuela Maass (en)  |  | Collectif socialiste       | Liste d'approbation    | Parti socialiste du Chili    |

## District 10
| Nom | Nom                      |  | Groupe                                      | Liste d'élection       | Parti                                                  |
| --- | ------------------------ |  | ------------------------------------------- | ---------------------- | ------------------------------------------------------ |
|     | Fernando Atria (es)      |  | Front large et indépendants                 | Approbation dignité    | Indépendant (soutenu par Révolution démocratique)      |
|     | Teresa Marinovic (es)    |  | Chili Libre                                 | En avant pour le Chili | Indépendante (soutenu par le Parti républicain)        |
|     | Patricia Politzer (es)   |  | Indépendants pour une nouvelle Constitution | Liste d'approbation    | Indépendante                                           |
|     | Jorge Baradit (es)       |  | Collectif socialiste                        | Liste d'approbation    | Indépendant (soutenu par le Parti socialiste du Chili) |
|     | Cristian Monckeberg (es) |  | Indépendants - RN - Evópoli                 | En avant pour le Chili | Rénovation nationale                                   |
|     | Manuel Woldarsky (es)    |  | Indépendants                                | La liste du peuple     | Indépendant                                            |
|     | Giovanna Roa (en)        |  | Front large et indépendants                 | Approbation dignité    | Révolution démocratique                                |

## District 11
| Nom | Nom                       |  | Groupe                      | Liste d'élection       | Parti                                                      |
| --- | ------------------------- |  | --------------------------- | ---------------------- | ---------------------------------------------------------- |
|     | Marcela Cubillos          |  | Chili Uni                   | En avant pour le Chili | Indépendante (soutenue par l'Union démocrate indépendante) |
|     | Hernán Larraín Matte (es) |  | Indépendants - RN - Evópoli | En avant pour le Chili | Evópoli                                                    |
|     | Constanza Schönhaut (es)  |  | Front large et indépendants | Approbation dignité    | Convergence sociale                                        |
|     | Constanza Hube (es)       |  | Unis pour le Chili          | En avant pour le Chili | Union démocrate indépendante                               |
|     | Bernardo Fontaine (es)    |  | Indépendants - RN - Evópoli | En avant pour le Chili | Indépendant (Rénovation nationale)                         |
|     | Patricio Fernández (es)   |  | Collectif socialiste        | Liste d'approbation    | Indépendant (soutenu par le Parti libéral)                 |

## District 12
| Nom | Nom                            |  | Groupe                                      | Liste d'élection         | Parti                              |
| --- | ------------------------------ |  | ------------------------------------------- | ------------------------ | ---------------------------------- |
|     | Benito Baranda (es)            |  | Indépendants pour une nouvelle Constitution | Indépendants non-neutres | Indépendant                        |
|     | Beatriz Sánchez                |  | Front large et indépendants                 | Approbation dignité      | Front large                        |
|     | Alondra Carrillo (en)          |  | Mouvements Sociaux Constituants             | Liste indépendante       | Indépendante                       |
|     | Giovanna Grandón Caro (es)     |  | Indépendants                                | La liste du peuple       | Indépendant                        |
|     | Manuel José Ossandón Lira (en) |  | Indépendants - RN - Evópoli                 | En avant pour le Chili   | Indépendant (Rénovation nationale) |
|     | Juan José Martin Bravo (en)    |  | Indépendants pour une nouvelle Constitution | Indépendants non-neutres | Indépendant                        |

## District 13
| Nom | Nom                     |  | Groupe               | Liste d'élection    | Parti                     |
| --- | ----------------------- |  | -------------------- | ------------------- | ------------------------- |
|     | Malucha Pinto (es)      |  | Collectif socialiste | Liste d'approbation | Parti socialiste du Chili |
|     | Ingrid Villena (en)     |  | Peuple Constituant   | La liste du peuple  | Indépendante              |
|     | Rodrigo Rojas Vade (es) |  | Indépendants         | La liste du peuple  | Indépendant               |
|     | Marcos Barraza (es)     |  | Chile Digno (es)     | Approbation dignité | Parti communiste du Chili |

## District 14
| Nom | Nom                          |  | Groupe                                      | Liste d'élection         | Parti                                                      |
| --- | ---------------------------- |  | ------------------------------------------- | ------------------------ | ---------------------------------------------------------- |
|     | Ignacio Achurra (es)         |  | Front large et indépendants                 | Approbation dignité      | Convergence sociale                                        |
|     | Francisco Caamaño Rojas (es) |  | Peuple Constituant                          | La liste du peuple       | Indépendant                                                |
|     | Renato Garín (es)            |  | Liste d'approbation                         | Liste d'approbation      | Indépendant (soutenu par le Parti radical)                 |
|     | Paulina Valenzuela (en)      |  | Indépendants pour une nouvelle Constitution | Indépendants non-neutres | Indépendante                                               |
|     | Claudia Mabel Castro (en)    |  | Chili Uni                                   | En avant pour le Chili   | Indépendante (soutenue par l'Union démocrate indépendante) |

## District 15
| Nom | Nom                     |  | Groupe                          | Liste d'élection       | Parti                        |
| --- | ----------------------- |  | ------------------------------- | ---------------------- | ---------------------------- |
|     | Ignacio Achurra (es)    |  | Front large et indépendants     | Approbation dignité    | Convergence sociale          |
|     | Loreto Vallejos (es)    |  | Peuple Constituant              | La liste du peuple     | Indépendant                  |
|     | Alvin Saldaña (es)      |  | Mouvements Sociaux Constituants | Liste indépendante     | Indépendante                 |
|     | Carol Bown (es)         |  | Chili Uni                       | En avant pour le Chili | Union démocrate indépendante |
|     | Matías Orellana (en)    |  | Collectif socialiste            | Liste d'approbation    | Parti socialiste du Chili    |
|     | Damaris Abarca González |  | Front large et indépendants     | Approbation dignité    | Convergence sociale          |

## District 16
| Nom | Nom                       |  | Groupe                          | Liste d'élection       | Parti                                                    |
| --- | ------------------------- |  | ------------------------------- | ---------------------- | -------------------------------------------------------- |
|     | Ricardo Neumann           |  | Unis pour le Chili              | En avant pour le Chili | Indépendant (soutenu par l'Union démocrate indépendante) |
|     | Nicolás Núñez Gangas (en) |  | Chile Digno (es)                | Approbation dignité    | Fédération régionaliste verte sociale                    |
|     | Gloria Alvarado (en)      |  | Mouvements Sociaux Constituants | Liste indépendante     | Indépendante                                             |
|     | Adriana Cancino (en)      |  | Collectif socialiste            | Liste d'approbation    | Indépendant (soutenu par le Parti socialiste du Chili)   |

## District 17
| Nom | Nom                            |  | Groupe                          | Liste d'élection       | Parti                                                              |
| --- | ------------------------------ |  | ------------------------------- | ---------------------- | ------------------------------------------------------------------ |
|     | Roberto Celedón Fernández (es) |  | Chile Digno (es)                | Approbation dignité    | Indépendant (soutenu par la Fédération régionaliste verte sociale) |
|     | Bárbara Rebolledo              |  | Indépendants - RN - Evópoli     | En avant pour le Chili | Indépendant (soutenu par Evópoli)                                  |
|     | Maria Elisa Quinteros          |  | Mouvements Sociaux Constituants | Liste indépendante     | Indépendante                                                       |
|     | Alfredo Moreno Echeverría (en) |  | Chili Uni                       | En avant pour le Chili | Indépendant (soutenu par l'Union démocrate indépendante)           |
|     | Christian Viera (en)           |  | Front large et indépendants     | Liste d'approbation    | Parti socialiste du Chili                                          |
|     | Elsa Labraña (en)              |  | Indépendants                    | La liste du peuple     | Indépendant                                                        |
|     | Paola Grandón (en)             |  | Chile Digno (es)                | Approbation dignité    | Fédération régionaliste verte sociale                              |

## District 18
| Nom | Nom                              |  | Groupe                      | Liste d'élection       | Parti                     |
| --- | -------------------------------- |  | --------------------------- | ---------------------- | ------------------------- |
|     | Patricia Labra (en)              |  | Indépendants - RN - Evópoli | En avant pour le Chili | Rénovation nationale      |
|     | Francisca Arauna (es)            |  | Peuple Constituant          | La liste du peuple     | Indépendant               |
|     | Ricardo Montero Allende          |  | Collectif socialiste        | Liste d'approbation    | Parti socialiste du Chili |
|     | Fernando Salinas Manfredini (es) |  | Peuple Constituant          | La liste du peuple     | Indépendant               |

## District 19
| Nom | Nom                               |  | Groupe                                      | Liste d'élection         | Parti                        |
| --- | --------------------------------- |  | ------------------------------------------- | ------------------------ | ---------------------------- |
|     | Martín Arrau (en)                 |  | Chili Uni                                   | En avant pour le Chili   | Union démocrate indépendante |
|     | César Uribe Araya (en)            |  | Peuple Constituant                          | La liste du peuple       | Indépendant                  |
|     | Felipe Harboe Bascuñán            |  | Collectif de l'Approbation                  | Liste d'approbation      | Parti pour la démocratie     |
|     | Carolina Sepúlveda Sepúlveda (en) |  | Indépendants pour une nouvelle Constitution | Indépendants non-neutres | Indépendant                  |
|     | Margarita Letelier Cortés (en)    |  | Chili Libre                                 | En avant pour le Chili   | Union démocrate indépendante |

## District 20
| Nom | Nom                       |  | Groupe                                      | Liste d'élection         | Parti                                                  |
| --- | ------------------------- |  | ------------------------------------------- | ------------------------ | ------------------------------------------------------ |
|     | Amaya Alvez (es)          |  | Front large et indépendants                 | Approbation dignité      | Révolution démocratique                                |
|     | Rocío Cantuarias (es)     |  | Chili Libre                                 | En avant pour le Chili   | Indépendant (soutenu par Evópoli)                      |
|     | Loreto Vidal (es)         |  | Indépendants                                | La liste du peuple       | Indépendant                                            |
|     | Andrés Cruz Carrasco (en) |  | Collectif socialiste                        | Liste d'approbation      | Indépendant (soutenu par le Parti socialiste du Chili) |
|     | Tammy Pustilnick (en)     |  | Indépendants pour une nouvelle Constitution | Indépendants non-neutres | Indépendant                                            |
|     | Bastián Labbé (es)        |  | Mouvements Sociaux Constituants             | Liste indépendante       | Indépendante                                           |
|     | Luciano Silva Mora (en)   |  | Indépendants - RN - Evópoli                 | En avant pour le Chili   | Rénovation nationale                                   |

## District 21
| Nom | Nom                       |  | Groupe                                      | Liste d'élection         | Parti                                                    |
| --- | ------------------------- |  | ------------------------------------------- | ------------------------ | -------------------------------------------------------- |
|     | Vanessa Hoppe (en)        |  | Mouvements Sociaux Constituants             | Approbation dignité      | Indépendante (soutenue par le Parti communiste du Chili) |
|     | Paulina Veloso Muñoz (en) |  | Indépendants - RN - Evópoli                 | En avant pour le Chili   | Rénovation nationale                                     |
|     | Luis Barceló Amado (en)   |  | Collectif de l'Approbation                  | Liste d'approbation      | Indépendant (soutenu par le Parti pour la démocratie)    |
|     | Javier Fuchslocher (es)   |  | Indépendants pour une nouvelle Constitution | Indépendants non-neutres | Indépendant                                              |

## District 22
| Nom | Nom                  |  | Groupe                     | Liste d'élection       | Parti                                          |
| --- | -------------------- |  | -------------------------- | ---------------------- | ---------------------------------------------- |
|     | Fuad Chahín (es)     |  | Collectif de l'Approbation | Liste d'approbation    | Parti démocrate-chrétien du Chili              |
|     | Eduardo Cretton (en) |  | Unis pour le Chili         | En avant pour le Chili | Union démocrate indépendante                   |
|     | Ruth Hurtado (en)    |  | Chili Libre                | En avant pour le Chili | Indépendant (soutenu par Rénovation nationale) |

## District 23
| Nom | Nom                             |  | Groupe                                      | Liste d'élection         | Parti                                                  |
| --- | ------------------------------- |  | ------------------------------------------- | ------------------------ | ------------------------------------------------------ |
|     | Luis Mayol (es)                 |  | Indépendants - RN - Evópoli                 | En avant pour le Chili   | Rénovation nationale                                   |
|     | Manuela Royo (es)               |  | Mouvements Sociaux Constituants             | Approbation dignité      | Indépendante (soutenue par le Parti de l'égalité (es)) |
|     | Helmuth Martínez (en)           |  | Indépendants pour une nouvelle Constitution | Indépendants non-neutres | Indépendant                                            |
|     | Eduardo Castillo Vigouroux (en) |  | Collectif de l'Approbation                  | Liste d'approbation      | Parti pour la démocratie                               |
|     | Lorena Céspedes (es)            |  | Indépendants pour une nouvelle Constitution | Indépendants non-neutres | Indépendante                                           |
|     | Angélica Tepper (en)            |  | Indépendants - RN - Evópoli                 | En avant pour le Chili   | Indépendante (soutenue par Rénovation nationale)       |

## District 24
| Nom | Nom                     |  | Groupe                      | Liste d'élection       | Parti                                             |
| --- | ----------------------- |  | --------------------------- | ---------------------- | ------------------------------------------------- |
|     | Ramona Reyes (es)       |  | Collectif socialiste        | Liste d'approbation    | Parti socialiste du Chili                         |
|     | Pedro Muñoz Leiva (es)  |  | Collectif socialiste        | Liste d'approbation    | Parti socialiste du Chili                         |
|     | Felipe Mena Villar (en) |  | Chili Uni                   | En avant pour le Chili | Union démocrate indépendante                      |
|     | Aurora Delgado (en)     |  | Front large et indépendants | Approbation dignité    | Indépendant (soutenu par Révolution démocratique) |

## District 25
| Nom | Nom                         |  | Groupe               | Liste d'élection       | Parti                                                     |
| --- | --------------------------- |  | -------------------- | ---------------------- | --------------------------------------------------------- |
|     | Harry Jürgensen Caesar (es) |  | Chili Libre          | En avant pour le Chili | Rénovation nationale                                      |
|     | María Cecilia Ubilla (en)   |  | Unis pour le Chili   | En avant pour le Chili | Indépendante (soutenu par l'Union démocrate indépendante) |
|     | Mario Vargas Vidal (en)     |  | Collectif socialiste | Liste d'approbation    | Parti socialiste du Chili)                                |

## District 26
| Nom | Nom                       |  | Groupe                                      | Liste d'élection         | Parti                        |
| --- | ------------------------- |  | ------------------------------------------- | ------------------------ | ---------------------------- |
|     | Julio Álvarez             |  | Collectif socialiste                        | Liste d'approbation      | Parti socialiste du Chili)   |
|     | Adriana Ampuero (en)      |  | Indépendants                                | La liste du peuple       | Indépendant                  |
|     | Gaspar Domínguez          |  | Indépendants pour une nouvelle Constitution | Indépendants non-neutres | Indépendant                  |
|     | Katerine Montealegre (en) |  | Unis pour le Chili                          | En avant pour le Chili   | Union démocrate indépendante |

## District 27
| Nom | Nom                     |  | Groupe                      | Liste d'élection       | Parti                                               |
| --- | ----------------------- |  | --------------------------- | ---------------------- | --------------------------------------------------- |
|     | Tomás Laibe (es)        |  | Collectif socialiste        | Liste d'approbation    | Parti socialiste du Chili)                          |
|     | Geoconda Navarrete (es) |  | Indépendants - RN - Evópoli | En avant pour le Chili | Evópoli                                             |
|     | Yarela Gómez (es)       |  | Front large et indépendants | Approbation dignité    | Indépendante (soutenue par Révolution démocratique) |

## District 28
| Nom | Nom                     |  | Groupe                                      | Liste d'élection       | Parti                        |
| --- | ----------------------- |  | ------------------------------------------- | ---------------------- | ---------------------------- |
|     | Mauricio Daza (en)      |  | Indépendants pour une nouvelle Constitution | Liste indépendante     | Indépendant                  |
|     | Elisa Giustinianovich   |  | Mouvements Sociaux Constituants             | La liste du peuple     | Indépendante                 |
|     | Rodrigo Álvarez Zenteno |  | Unis pour le Chili                          | En avant pour le Chili | Union démocrate indépendante |